# (1981) Midas
(1981) Midas ist ein Asteroid aus der Gruppe der Apollo-Asteroiden. 

Midas wurde am 6. März 1973 von dem US-amerikanischen Astronomen Charles T. Kowal am Mount Palomar entdeckt.
Der Asteroid ist nach dem mythologischen griechischen König Midas benannt.